# Auto Train (Amtrak)
De Auto Train is een 1376 kilometer (855 mijl) lange treindienst voor passagiers en hun auto's. De treindienst wordt uitgevoerd door Amtrak tussen Lorton in Virginia en Sanford in Florida. Het is de enige autoslaaptrein in de Verenigde Staten. De Auto Train is de enige lange-afstandstrein aan de oostkust van de Verenigde Staten die gebruikmaakt van dubbeldeksrijtuigen van het type Superliner. Dit is mogelijk doordat de trein niet over de drukke Northeast Corridor hoeft, waar de hoogte beperkt is door tunnels.
De trein rijdt zonder tussenstops, behalve een servicepunt in Florence. Hier maakt de trein een korte stop om het drinkwater van de rijtuigen aan te vullen en voor een technische controle. Reizigers kunnen de trein even kort verlaten, bijvoorbeeld voor een rookpauze aangezien er een volledig rookverbod is aan boord (zoals op alle passagierstreinen in de VS).